# NGC 7019
NGC 7019 (другие обозначения — PGC 66107, ESO 529-22, AM 2103-243, IRAS21035-2436) — спиральная галактика с перемычкой (SBb) в созвездии Козерог.
Этот объект входит в число перечисленных в оригинальной редакции «Нового общего каталога».